# Dan Karabin
Dan Karabin (* 18. února 1955 Nitra, Československo) je slovenský zápasník, volnostylař.
Ve 14 letech přišel s kamarádem do tělocvičny, ale byl vyloučen kvůli dlouhým vlasům (odmítal si je ostříhat). Chvíli se pak věnoval hokeji, který mu však moc nešel. S koncem základní školy a s přijímačkami na učební obor autoklempíř si vlasy ostříhal a započal i svoji úspěšnou zápasnickou kariéru.

Na letních olympijských hrách v roce 1980 v Moskvě získal jako reprezentant Československa bronzovou medaili.